# IBM 7080
IBM 7080 — транзисторний комп'ютер зі змінною довжиною слова та BCD-кодуванням, представник так званої «комерційної лінії» серії комп'ютерів IBM 700/7000. Випуск розпочато в серпні 1961 року як оновлення лампових машин IBM 705.
Після введення в дію IBM 7070 (червень 1960 року), яка позиціонувалась як оновлення для комп'ютерів IBM 650 і IBM 705, в IBM зрозуміли, що дана машина є несумісною з IBM 705, через що користувачі цієї системи не могли перейти на IBM 7070. Це спонукало до появи IBM 7080, яка повністю сумісна з усіма моделями IBM 705 і має багато різних удосконалень.

### Режими сумісності з IBM 705
Для забезпечення сумісності з машинами IBM 705 було два перемикача на панелі керування оператора — 705 I—II і 40K пам'яті:
- 705 І режим — 20000 символів (705 I—II — ввімкн., 40K пам'яті — вимкн.)
  - Непряма адресація відключена
  - Канали зв'язку відключені
- 705 II режим — 40000 символів (705 I—II — вимкн, 40K пам'яті — ввімкн.)
  - Непряма адресація відключена
  - Канали зв'язку відключені
- 705 III режим — 40000 символів (705 I—II — вимкн., 40K пам'яті — вімкн.)
  - Непряма адресація включена

Комунікаційні канали включені
- 705 III режим — 80,000 символів (705 I—II — вимкн., 40K пам'яті — вимкн.)
  - Непряма адресація включена
  - Комунікаційні канали включені

За допомогою програмного забезпечення можна ввімкнути повний 7080-режим з будь-якого режиму сумісності з IBM 705 режим.
- 7080 режим — 160 000 символів
  - Непряма адресація відключена
  - Комунікаційні канали включені

Незалежно від режиму, IBM 7080 працює на повній швидкості 7080.
Система 7080 містила перетворювач сигналів керування IBM 7622, який перетворював сигнали транзисторного обладнання до рівня, використовуваваного в обладнанні першого покоління, що уможливлювало використання всіх периферійних пристроів IBM 705 (пристрій для роботи з перфокартами, лінійний принтер IBM 727, накопичувачі на магнітній стрічці) на 7080. Друге покоління накопичувачів на магнітній стрічці IBM 729 під'єднувалося до процесора за допомогою пристрою керування накопичувачем IBM 7621.